# J. D. Cannon
John Donovan Cannon (* 24. April 1922 in Salmon, Idaho; † 20. Mai 2005 in Hudson, New York) war ein US-amerikanischer Schauspieler. 

## Leben
J.D. Cannon – John Donovan schrieb er nie aus – absolvierte seine Schauspielausbildung an der American Academy of Dramatic Arts. Neben Bühnenauftritten übernahm Cannon ab 1966 auch Rollen in zahlreichen Kinofilmen, u. a. als einer der Gefängnisinsassen neben Paul Newman in Der Unbeugsame, als Staatsanwalt neben Charles Bronson in dem Selbstjustiz-Actionfilm Der Mann ohne Gnade, neben Burt Lancaster in Scorpio, der Killer und Lawman und neben Maximilian Schell in Krakatoa – Das größte Abenteuer des letzten Jahrhunderts. 
Dennoch sollte er einem breiten Publikum vor allem durch seine Fernsehrollen in Erinnerung bleiben. Seit seinem TV-Debüt 1960 spielte er über 80 Gastrollen in Fernsehserien. So war er der Nachbar, der Dr. Richard Kimble David Janssen im Serienfinale von Auf der Flucht schließlich dazu verhelfen konnte, seine Unschuld zu beweisen. Besondere Popularität erreichte er als Peter Clifford, Chief des New York City Police Department und Vorgesetzter von Sam McCloud (Dennis Weaver), in Ein Sheriff in New York. Diese Rolle spielte zwischen 1970 und 1977 in der gleichnamigen NBC-Serie sowie 1989 in einem TV-Special.

## Filmografie (Auswahl)
- 1961–1965: Preston & Preston (The Defenders, Fernsehserie, 8 Folgen)
- 1965, 1967: Auf der Flucht  (The Fugitive, Fernsehserie, 2 Folgen)
- 1966: Mord aus zweiter Hand (An American Dream)
- 1967: Der Unbeugsame (Cool Hand Luke)
- 1969: Krakatoa – Das größte Abenteuer des letzten Jahrhunderts (Krakatoa, East of Java)
- 1970–1977: Ein Sheriff in New York (McCloud, Fernsehserie, 45 Folgen)
- 1971: Lawman
- 1971: Cannon – Der Stich ins Wespennest (Cannon)
- 1971–1972: Alias Smith und Jones (Alias Smith and Jones, Fernsehserie, 5 Folgen)
- 1973: Scorpio, der Killer (Scorpio)
- 1980: Hebt die Titanic (Raise the Titanic!)
- 1982: Der Mann ohne Gnade (Death Wish II)
- 1989: McCloud rechnet ab (The Return of Sam McCloud)
- 1991: Law & Order (Fernsehserie, S01E18: Familienehre (The secret sharers))